# Gomphocarpus tomentosus
Gomphocarpus tomentosus là một loài thực vật có hoa trong họ La bố ma. Loài này được Burch. mô tả khoa học đầu tiên năm 1822.

## Hình ảnh

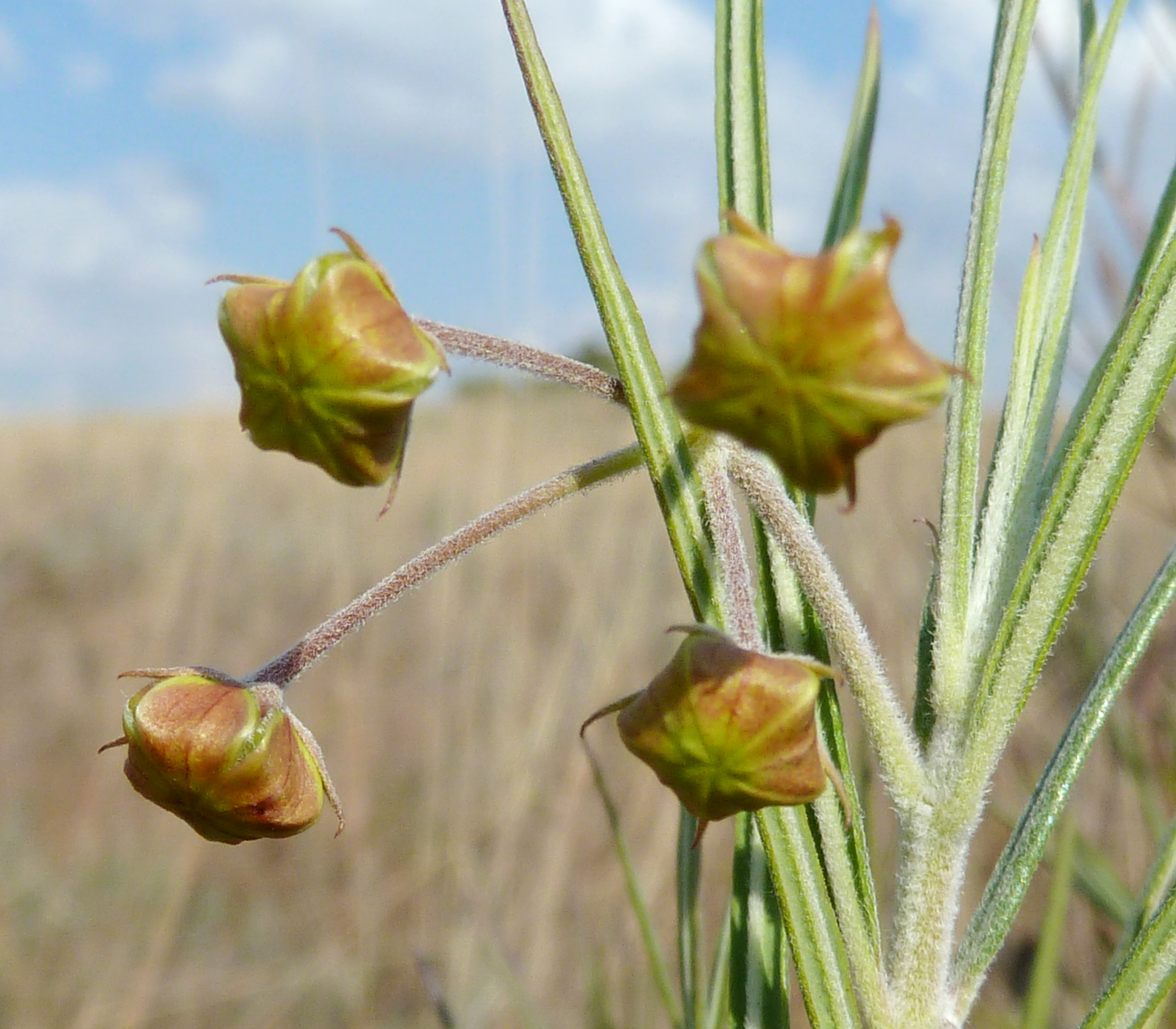